# Srebrni oslič
Srebrni oslič (znanstveno ime Merluccius bilinearis) je morska riba iz družine osličev. Razširjen je v severozahodnem Atlantiku, od voda Marylanda do Grand Banks. Običajno se zadržuje na globinah med 55 in 900 m. Povprečno odrasli primerki dosežejo dolžino okoli 75 cm.